# Mérinchal
Mérinchal é uma comuna francesa na região administrativa da Nova Aquitânia, no departamento de Creuse. Estende-se por uma área de 45,45 km². Em 2010 a comuna tinha 716 habitantes (densidade: 15,8 hab./km²).